# Fondazione Luigi Micheletti
La Fondazione Luigi Micheletti è un centro di ricerca sull'età contemporanea fondato nel 1981, specializzato nella raccolta, nello studio e nella comunicazione del patrimonio materiale e immateriale del XX e XXI secolo. I principali temi di interesse sono: storia politica, storia della tecnica, storia dell'ambiente e museologia.

## Storia
Il patrimonio documentario della Fondazione Luigi Micheletti ha origine dall'archivio privato di Luigi Micheletti. La trasformazione dell'archivio privato in Fondazione viene ratificato con atto notarile il 29 aprile 1981. Il 22 novembre 1981 il Consiglio della Regione Lombardia riconosce alla “Fondazione Biblioteca Archivio Luigi Micheletti” la qualifica di “ente di interesse regionale” ai sensi dell'articolo 5 della L. R. del 12 dicembre 1978 n. 71, secondo la quale tale qualifica va attribuita agli istituti che “operano in sede regionale recando un rapporto particolarmente elevato ed esclusivo nel settore dello sviluppo culturale, sociale, scientifico ed artistico”. Successivamente, l’11 gennaio 1982, avviene il riconoscimento giuridico di “Fondazione” da parte del presidente della Regione Lombardia con decreto 66/R./81/leg. a norma dell'art. 12 del Codice civile (secondo il testo allora vigente). A questo segue la convenzione con il Comune di Brescia sottoscritta l’1 giugno 1982.
L’archivio privato di Luigi Micheletti ottenne un primo riconoscimento da parte della Soprintendenza archivistica per la Lombardia del notevole interesse storico delle fonti documentarie conservate nel 1974. Oltre trent’anni dopo, il 19 marzo 2008, viene rinnovata la notifica di interesse storico “particolarmente importante” dell’archivio della Fondazione, archivio che pertanto viene sottoposto alla disciplina del Codice dei beni culturali e del paesaggio (d.lgs. 22 gennaio 2004, n. 42).
La Fondazione non ha scopo di lucro e le sue finalità, secondo quanto stabilito dall’articolo 2 del suo statuto sono di promuovere ed attuare lo studio, la ricerca e la documentazione sulla storia moderna e contemporanea, con particolare riferimento alla tecnica, all’economia, alla società e all’ambiente e promuovere altresì ricerche di storia delle ideologie e dei movimenti politici e sociali. Inoltre favorisce 
Dopo Luigi Micheletti, Presidente della Fondazione fino al 1994, si sono succeduti Sandro Fontana, Aldo Rebecchi, Paolo Corsini e dal 2025 ha assunto l'incarico Ettore Fermi.
La Fondazione fa parte degli istituti culturali riconosciuti dal Ministero della cultura, Direzione Generale Educazione, ricerca e istituti culturali ed è associata all'Istituto nazionale Ferruccio Parri. Rete degli istituti per la Storia della Resistenza e dell'età contemporanea. Nel 2023 aderisce al progetto "Cambio di Scrittura - Per una Rete di Archivi nel bresciano", avviato su iniziativa dell'Archivio di Stato di Brescia, dell'Archivio Storico Diocesano di Brescia, del Sistema Archivistico della Comunità Montana di Valle Trompia e dell’Università Cattolica del Sacro Cuore (sede di Brescia).
La sede si trova in via Cairoli 9, nel centro storico di Brescia, in un edificio comunale di circa mille metri quadrati. La struttura è dotata di una sala di lettura, utilizzata anche per attività pubbliche (didattica, presentazione di libri etc.).

## Biblioteca e archivio

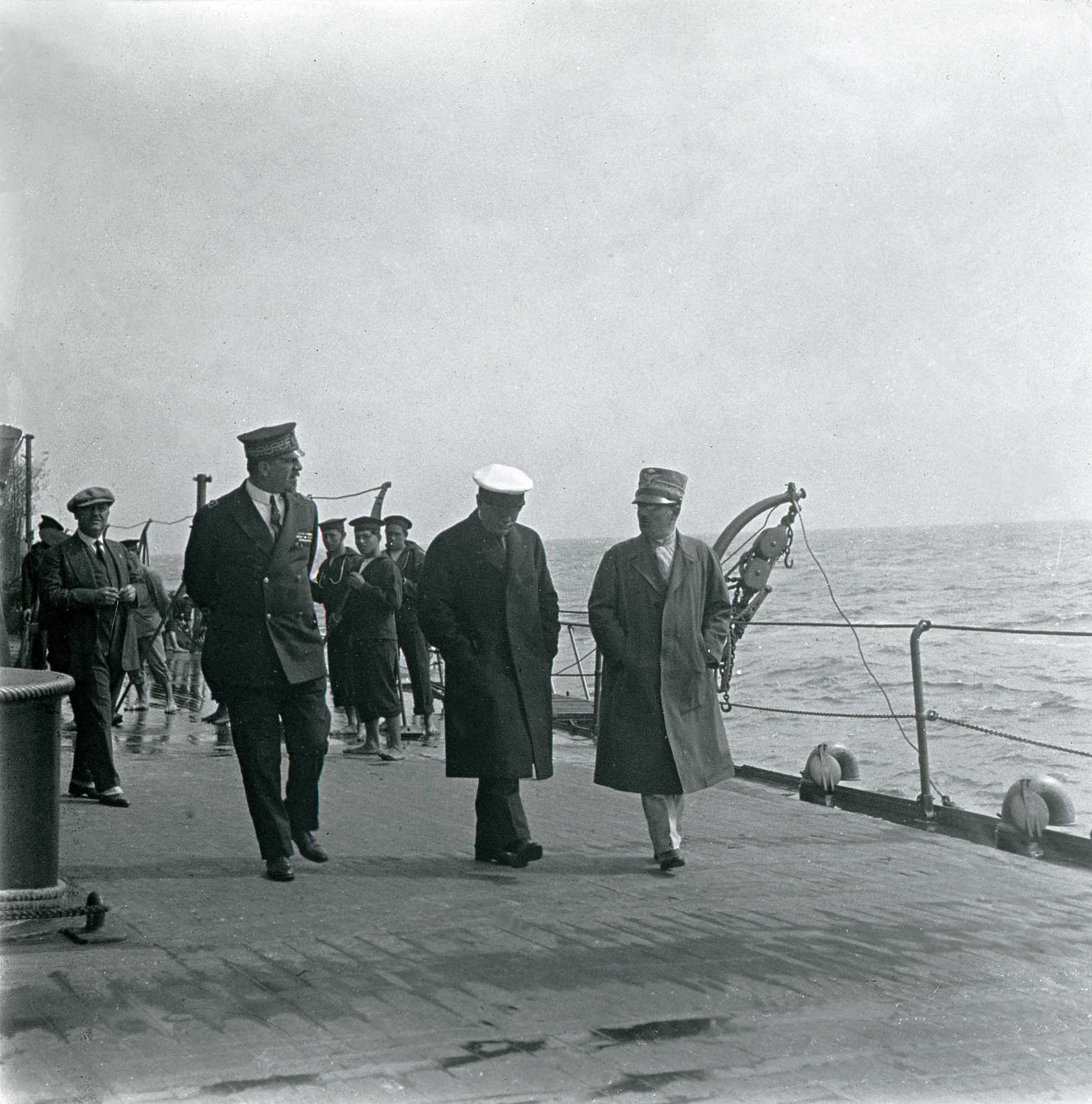
Viaggio di Mussolini in Libia. Riproduzione tratta da un vetrino stereoscopico proveniente dal Fondo fotografico Manlio Morgagni - Archivio Fondazione Luigi Micheletti.

Il patrimonio librario consiste in circa 80.000 volumi riguardanti soprattutto la storia del Novecento in tutte le sue principali articolazioni, con particolare riferimento a storia politica, storia del lavoro, storia dell'ambiente ed ecologia. Nell'emeroteca sono presenti testate di taglio prevalentemente storico-politico e tecnico-scientifico.
L'archivio è articolato in una settantina di fondi, per un totale di oltre 3.500 buste d'archivio. Le carte provenienti da singoli o istituzioni concernono in prevalenza fascismo, Resistenza (con particolare attenzione per la vicenda degli Internati Militari), storia del lavoro, archeologia industriale, storia dell'ambiente e ambientalismo scientifico. Degni di particolare nota sono il fondo "ANEI - Vittorio Emanuele Giuntella", il fondo "Laura Conti",  il fondo "Giovanni Francia", il fondo "Gabriella e Giorgio Nebbia", il fondo "Repubblica Sociale Italiana".
L'archivio comprende un'importante sezione cinematografica, costituita dal patrimonio del Cinestabilimento Fratelli Donato e dalla donazione di Roberto Gavioli, co-fondatore della Gamma Film, di cui fanno parte duemila "caroselli" e i relativi rodovetri, alcuni lungometraggi animati e numerosi documentari e film industriali.
Tra i fondi fotografici, da segnalare il fondo "Strage Piazza Loggia", utilizzato anche per le relative indagini giudiziarie; il fondo "Manlio Morgagni", con oltre 2000 vetrini stereoscopici legati alla vita privata e pubblica del gerarca, direttore generale dell'Agenzia Stefani; il singolare fondo "Scritte murali", circa 400 fotografie riportanti scritte e slogan di carattere politico e sociale apparse sui muri di Brescia nella seconda metà degli anni Settanta e negli anni Novanta.
L'archivio si caratterizza per la grande ricchezza ed eterogeneità di fonti iconografiche, a tema prevalentemente politico: tessere, disegni, volantini, manifesti... Si segnalano, in particolare, le collezioni di manifesti della Repubblica Sociale Italiana e della Lega Lombarda-Lega Nord.
Parte del materiale d'archivio digitalizzato è accessibile anche dal portale di Europeana, di cui la Fondazione Micheletti è content provider.

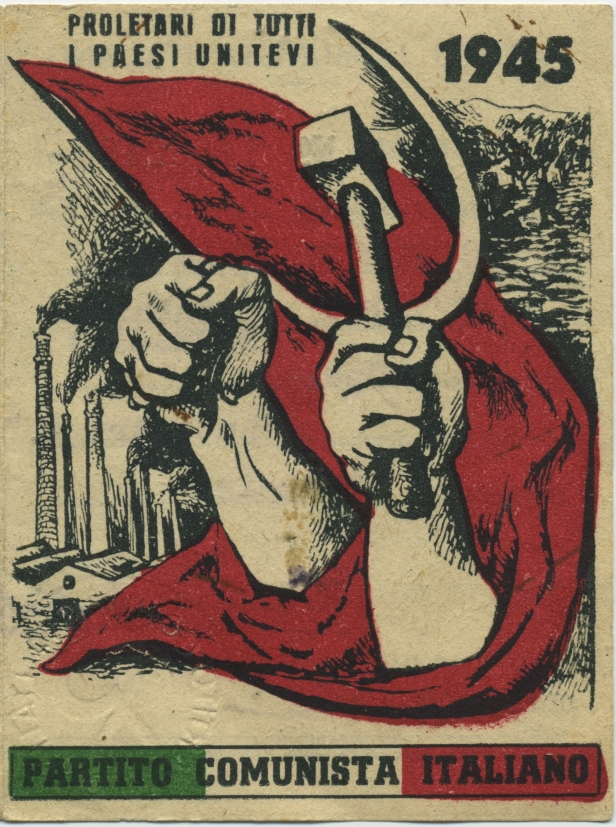
Tessera d'iscrizione al Partito Comunista Italiano - Archivio Fondazione Luigi Micheletti.

## Attività di ricerca e documentazione
Sino alla morte di Luigi Micheletti, nel 1994, i nuclei principali dell'attività di ricerca hanno riguardato la Seconda guerra mondiale (con una forte attenzione per la Resistenza, la Repubblica Sociale Italiana e il collaborazionismo), i “nuovi movimenti” originatisi attorno al Sessantotto e la storia dell’industria, soprattutto come archeologia industriale e storia della tecnica, all'origine del musil - Museo dell'Industria e del Lavoro di Brescia.
Sotto la direzione di Pier Paolo Poggio, il lavoro si è progressivamente concentrato sulla crisi ecologica, sull'impatto sociale e ambientale dello sviluppo tecnologico e sulla storia dell'ambientalismo scientifico. Dal 1999 tale impostazione è documentata dalla rivista online Altronovecento. Ambiente Tecnica Società, fondata da Giorgio Nebbia, di cui la Fondazione conserva l'importante archivio.

### Pubblicazioni
La Fondazione Micheletti ha pubblicato dal 1985 al 2001 gli Annali (n. 1-8), dal 1986 al 2017 la rivista Studi Bresciani (n. 1-23) e decine di volumi, spesso in coedizione con case editrici nazionali, principalmente Jaca Book. Dal 2023 pubblica la nuova serie di Studi Bresciani, disponibile anche in formato digitale.

### Convegni e seminari di studio
- La Repubblica Sociale Italiana 1943-45 (Convegno, Brescia, 4-5 ottobre 1985)[34].
- Memoria dell'industrializzazione. Significati e destino del patrimonio storico-industriale in Italia (Convegno, 27-28 novembre 1987)[35].
- Il Sessantotto: l'evento e la storia (Convegno, Brescia, 9 all’11 marzo 1989)[36].
- L'Italia in guerra 1940-43 (Convegno, Brescia 27-30 settembre 1989)[37].
- Una certa Europa. Il collaborazionismo con le potenze dell'Asse 1939-1945. Le fonti (Seminario internazionale, Brescia, 24-25 ottobre 1991)[38].
- Un patrimonio culturale. I musei dell'industria (Convegno, Brescia, 19 aprile 1993)[39].
- La guerra partigiana in Italia e in Europa (Convegno, Brescia, 22-24 marzo 1995)[40].
- Omaggio a Zeev Sternhell (Convegno, Brescia, 27 giugno 2003)[41].
- Il comunismo nella storia del Novecento. Il caso sovietico e quello italiano (Convegno, Milano, 3-4 novembre 2003)[42].
- Resistenza e guerra totale (Convegno, Brescia, 8-9 aprile 2005)[43].
- La storia degli Internati Militari Italiani. Omaggio a Lino Monchieri (Convegno, Brescia, 15 giugno 2006)[44].
- Il dissenso: critica e fine del comunismo (Convegno, Brescia, 2007)[45].
- Storie di armi (Convegno, Brescia, 2007)[46].
- Da Lenin a Putin e oltre. La Russia tra passato e presente (Convegno, Brescia, 23-24 novembre 2009)[47].
- Scienza, tecnica e industria nei 150 anni di Unità d'Italia (Convegno, Brescia, 24 gennaio 2011)[48].
- Puliamo l'Italia (Convegno, Brescia, 14-15 ottobre 2013).
- Le tre agricolture: contadina, industriale, ecologica (Convegno, Rodengo Saiano, 20-22 aprile 2015)[49].
- Nuovi contadini. Per un'agricoltura ecologica (Convegno, Rodengo Saiano, 10-12 ottobre 2017).
- Figure e interpreti del Sessantotto. Ciclo di incontri cinquant'anni dopo (Ciclo di seminari, ottobre 2017-novembre 2018)[50].
- La sottrazione nazista di risorse dall’Italia occupata (1943-1945) (Convegno, Brescia, 23-24 settembre 2021).
- Popolo, classe operaia, masse. Il PCI e la società italiana nel Novecento (Convegno, Brescia, 12 novembre 2021).
- Il contributo di Giorgio Nebbia alla ricerca e alla divulgazione dell'ecologia scientifica (Convegno, Brescia, 16 settembre 2022).
- La sottrazione nazista di risorse dall’Italia occupata. Fonti e ricerche (Convegno, Brescia, 16-17 marzo 2023)[51].
- 1973: l'oil shock e la svolta ecologica mancata. Una lezione per il presente (Convegno, Brescia, 7 novembre 2023).
- Dal localismo al sovranismo. Le metamorfosi della democrazia italiana nella lunga ondata populista (Convegno, Brescia, 30 novembre 2023).

## Luigi Micheletti Award
A seguito della morte di Luigi Micheletti, Kenneth Hudson, pioniere dell'archeologia industriale e grande esperto di musei, decise di intitolare all'amico una sezione dedicata a musei dell'industria e della scienza all'interno dell'European Museum of the Year Award. Nel 1996 venne così assegnato il primo Luigi Micheletti Award, vinto dal DASA di Dortmund, esposizione unica in Europa dedicata alla salute sul lavoro. A partire dal 2011, il Premio, allargato ai musei di storia contemporanea, è gestito in collaborazione con EMA - European Museum Academy.
Di seguito i vincitori:
| Anno | Museo vincitore                           | Luogo                              |
| 1996 | DASA Deutsche Arbeitsschutzausstellung    | Dortmund (Germania)                |
| 1997 | Idrija Municipal Museum                   | Idria (Slovenia)                   |
| 1998 | Ecomuseo Bergslagen                       | Smedjebacken (Svezia)              |
| 1999 | Verdant Works                             | Dundee (Regno Unito)               |
| 2000 | Discovery Museum (ex Industrion Museum)   | Kerkrade (Paesi Bassi)             |
| 2001 | Museu da Cortiça da Fábrica do Inglês     | Silves (Portogallo)                |
| 2002 | Museo della ceramica di Sacavém           | Sacavém (Portogallo)               |
| 2003 | Uhrenindustriemuseum                      | Villingen-Schwenningen (Germania)  |
| 2004 | Herring Era Museum                        | Siglufjörður (Islanda)             |
| 2005 | Città della Scienza                       | Napoli (Italia)                    |
| 2006 | Tom Tits Experiment                       | Södertälje (Svezia)                |
| 2007 | Brunel's SS Great Britain                 | Bristol (Regno Unito)              |
| 2008 | Museu da Ciência                          | Università di Coimbra (Portogallo) |
| 2009 | Jærmuseet                                 | Nærbø (Norvegia)                   |
| 2010 | Museu Agbar de les Aigües                 | Cornellà de Llobregat (Spagna)     |
| 2011 | TIM Textile and Industry Museum           | Augusta (Germania)                 |
| 2012 | Museo di Riverside                        | Glasgow (Scozia)                   |
| 2013 | Militärhistorisches Museum der Bundeswehr | Dresda (Germania)                  |
| 2014 | MUSE Museum of Sciences                   | Trento (Italia)                    |
| 2015 | Archivio nazionale                        | L'Aia (Paesi Bassi)                |
| 2016 | Den Gamle By                              | Aarhus (Danimarca)                 |
| 2017 | GPO Witness History                       | Dublino (Irlanda)                  |
| 2018 | Chaplin's World                           | Corsier-sur-Vevey (Svizzera)       |
| 2019 | Astra National Museum Complex             | Sibiu (Romania)                    |
| 2021 | Futurium                                  | Berlino (Germania)                 |
| 2022 | Woodcarving Museum                        | Konjic (Bosnia ed Erzegovina)      |
| 2023 | FLUGT - Refugee Museum of Denmark         | Oksbøl (Danimarca)                 |
| 2024 | The Carl Nielsen Museum                   | Odense (Danimarca)                 |